# 增刪查改
增刪查改（英语：CRUD），全稱增加（Create，意為「建立」）、刪除（Delete）、查詢（Read，意為「讀取」）、改正（Update，意為「更新」），在電腦程式語言中是一連串常見的動作行為，而其行為通常是為了針對某個特定資源所作出的舉動（例如：建立資料、讀取資料等）。這四個行為最常見的用途是在使用SQL資料庫與網站的API的時候。這個詞語（CRUD）最早被記載於James Martin所撰寫的Managing the Data-base Environment書中。

## 基本用途與別名
在不同情況下，原本的「增刪查改」所對應的英文詞彙會因此而改名，而不再對應CRUD。例如 HTTP 中，原本「增刪查改」所對應的英文詞彙被改名，比如「查」不再是Read，而改為GET；「增」不再是Create，而改為POST；「改」不再是Update，而改為PUT等等，這個現象也出現在 SQL 資料庫中。話雖如此，雖然有著不同名稱，但底層的概念都基本相同。
| 中文 | 英文   | 意義 | SQL    | HTTP               | 表現層狀態轉換（REST） | 資料分散服務 | MongoDB |
| ---- | ------ | ---- | ------ | ------------------ | ---------------------- | ------------ | ------- |
| 增加 | Create | 建立 | INSERT | PUT / POST         | POST                   | WRITE        | Insert  |
| 刪除 | Delete | 刪除 | DELETE | DELETE             | DELETE                 | DISPOSE      | Remove  |
| 查詢 | Read   | 讀取 | SELECT | GET                | GET                    | READ / TAKE  | Find    |
| 改正 | Update | 更新 | UPDATE | PUT / POST / PATCH | PUT                    | WRITE        | Update  |

## 型態變化
隨著時間的演進，原本的「增刪查改」（CRUD）已經不再能夠滿足大部分的需求了，因此有些人會修改部份詞語來更符合當下的動作名稱。例如說：BREADS、ACID、ABCD。雖然這些用法多了一些行為，但實際上也只是某些基礎行為（CRUD）的變化，例如：BREADS 中的「瀏覽（Browse）」其實是會回傳多筆資料的「讀取（Read）」行為。
- BREADS（也譯作：麵包）[4]
  - 瀏覽（Browse）、讀取（Read）、編輯（Edit）、建立（Add）、刪除（Delete）、搜尋（Search）
- ICRUD[3]
  - 索引（Index）、建立（Create）、讀取（Read）、更新（Update）、刪除（Delete）
- CRAP（也譯作：垃圾）[5]
  - 建立（Create）、複製（Replicate）、寫入（Append）、處理（Process）
- DAVE[6]
  - 刪除（Delete）、建立（Add）、檢視（View）、更新（Edit）
- ABCD[3]
  - 建立（Add）、瀏覽（Browse）、更新（Change）、刪除（Delete）
- ACID（也譯作：鹽酸， 注意這裡和保證數據庫可靠性的ACID不是一回事）
  - 建立（Add）、更新（Change）、查詢（Inquire）、刪除（Delete）